# فرهنگستان هنر و علوم تعاملی
فرهنگستان هنر و علوم تعاملی (انگلیسی: Academy of Interactive Arts & Sciences) یک سازمان غیرانتفاعی در زمینه صنعت بازی‌های ویدئویی است. این فرهنگستان هر سال مراسم طراحی، نوآوری، برقراری ارتباط و سرگرم کردن، که بیشتر با نام اختصاری دی.آی.سی.ای. شناخته می‌شود، را برگزار می‌کند. از بخش‌های این مراسم، جوایز دی.آی.سی.ای. است.